# Mimudea fusculalis
Mimudea fusculalis là một loài bướm đêm trong họ Crambidae.